# Irena Vrkljan
Irena Vrkljan (ur. 21 sierpnia 1930 w Belgradzie, zm. 23 marca 2021 w Sveti Duh)  – chorwacka pisarka i tłumaczka.

## Życiorys
Urodziła się w Belgradzie i studiowała na Uniwersytecie w Zagrzebiu.
Mieszkała w Zagrzebiu i Berlinie, pisząc po chorwacku i niemiecku. Tłumaczyła również w języku niemieckim dzieła autorów chorwackich.
W 2006 otrzymała nagrodę Vladimir Nazor Award.

## Wybrane publikacje[3]
- Paralele, poezja (1957)
- Doba prijateljstva, powieść (1963)
- Soba, taj strašni vrt, poezja (1966)
- U koži moje sestre, poezja (1982)
- Svila, škare, autobiografia (1984), otrzymała nagrodę Ksaver Šandor Gjalski Prize
- Marina ili o biografiji, autobiografia (1985)
- Dora, ove jeseni, powieść (1991)
- Pred crvenim zidom: 1991-1993, powieść (1994)
- Posljednje putovanje u Beč, powieść kryminalna (2000)